# Deuteraphorura fimetaria
Deuteraphorura fimetaria is een springstaartensoort uit de familie Onychiuridae. De wetenschappelijke naam is gepubliceerd in 1766 door Linnaeus.